# Sophaletta
Sophaletta est une bande dessinée historique d'Erik Arnoux publiée par Glénat entre 1994 et 2006. Arnoux confie le dessin de la série à Dominique Hé à partir du quatrième tome.
L'histoire se déroule de 1904 (tome 1) à 1919 (tome 9), principalement en Russie.

## Liste des tomes
- Sophaletta, Glénat, coll. « Caractère » :

1. Les Larmes de sang, 1994.
L'histoire se déroule en 1904 en Russie
2. Le Souffle des loups, 1997.
L'histoire se déroule au moment de la Guerre russo-japonaise en 1905.
3. L'Héritage de la putain, 1998.
4. Les Larmes de la tsarine, 2000[1].
L'histoire se déroule en 1917, à Saint-Pétersbourg et commence avant la Révolution d'Octobre. Il y a de nombreuses allusions au naufrage du Titanic en 1912.
5. L'Ordre écarlate, 2001.
L'histoire se déroule à l'époque de l'abdication du tsar Nicolas II
6. Londres...69 Everton Cottage, 2002.
L'histoire se déroule à la fois à Londres et en Russie, en octobre 1917. L'auteur fait référence à Jack l'Éventreur qui a sévi à Londres aux environs de 1888, sous la formé d'un imitateur, Joe l'éventreur.
7. Pour sauver Lioubov, 2003.
L'histoire se déroule au moment de la révolution d'octobre 1917, à la fin du gouvernement Kerensky.
8. La Rescapée d'Ekaterinoda, 2004.
L'histoire décrit un groupe de fuyards qui va de Saint-Pétersbourg à l'Oural.
9. Ta vie commence à Odessa, 2006.
L'histoire se déroule en 1919. Les russes blancs se sont réfugiés en Crimée, à Yalta ; ils émigrent vers d'autres pays via Istanbul.
Sophaletta a adopté Liouba devenue orpheline. Elle va la laisser pour retourner dans la Russie bolchevique, à Odessa dans l'espoir de récupérer de l'argent. Elle sait qu'on lui tend un piège grossier. Elle découvre que c'est Alexeï (personnage du tome 5) qui lui a tendu ce piège.
Liouba de son côté est obligée de s'enfuir à Istanbul. La Tcheka organise l'assassinat à Istanbul de certains russes blancs. Le couple de journalistes Campbell et Kitty sont aussi à Istanbul